# Manuel Torres Pastor
Manuel Torres Pastor (Teruel, 19 aprile 1930 – 14 marzo 2014) è stato un calciatore spagnolo, di ruolo difensore.

## Palmarès

### Club

#### Competizioni internazionali
- Coppa dei Campioni: 1

Real Madrid: 1956-1957